# 蒋云台
蒋云台（1905年—1987年），名汉城，字云台，男，甘肃定西人，中华民国军事人物，中华人民共和国政治人物，曾任甘肃省政协副主席，民革甘肃省委副主任委员。